# Daytime-Emmy-Verleihung 2019
Die Daytime-Emmy-Verleihung 2019 fand am 5. Mai  2019 statt. Moderatoren waren Mario Lopez und Sheryl Underwood.
Die Nominierungen wurden in den Hauptkategorien am 24. Januar 2019 und in den Nebenkategorien am 20. März 2019 verkündet.

## Regeländerungen
Es wurden Änderungen an den Regeln und Verfahren für die Daytime Emmys vorgenommen, um eine Wiederholung des Vorjahres zu vermeiden, als die NATAS die Verleihung des Emmys als „Outstanding Guest Performer in a Digital Daytime Drama Series“ an Patrika Darbo zurücknehmen musste, nachdem festgestellt worden war, dass sie in einer früheren Staffel von The Bay mitgewirkt, die nicht im Nominierungszeitraum lag. Zudem habe sie Szenen aus mehreren Episoden zur Bewertung eingereicht. Die vier bekanntesten Daytime-Dramaserien (Reich und Schön, Zeit der Sehnsucht, General Hospital und Schatten der Leidenschaft) hatten mit einem Boykott gedroht, falls die Regeln nicht geändert würden.

## Programmkategorien
| Dramaserie (Outstanding Drama Series) | Digitale Dramaserie (Outstanding Digital Daytime Drama Series) |
| --- | --- |
| - Schatten der Leidenschaft (CBS) - Reich und Schön (CBS) - Zeit der Sehnsucht (NBC) - General Hospital (ABC)                                                                           | - After Forever (Amazon Prime) - The Bay (Amazon Prime) - Giants (YouTube TV) - The New 30 (YouTube TV) - Youth & Consequences (YouTube Premium)                                                             |
| Entertainment-Talkshow (Outstanding Talk Show-Entertainment) | Informative Talkshow (Outstanding Talk Show-Informative) |
| - The Ellen DeGeneres Show (Syndikation) - A Little Help with Carol Burnett (ABC) - The Real (Syndikation) - The Talk (Syndikation) - The View (ABC)                                    | - Rachael Ray (Syndikation) - Access Live (NBC) - The Dr. Oz Show (Syndikation) - Red Table Talk (Facebook Watch) - Today Show with Hoda & Jenna (NBC)                                                       |
| Frühstücksprogramm (Outstanding Morning Program) | Entertainment News (Outstanding Entertainment News Program) |
| - CBS Sunday Morning - CBS This Morning - Good Morning America (ABC) - Today (NBC) | - Entertainment Tonight (Syndikation) - Access Hollywood (Syndikation) - E! News (E!) - Extra (Syndikation) - Inside Edition (Syndikation)                                                                   |
| Gerichtssendung (Outstanding Legal/Courtroom Program) | Kochsendung (Outstanding Culinary Program) |
| - Lauren Lake’s Paternity Court (Syndikation) - Couples Court with the Cutlers (Syndikation) - Judge Judy (Syndikation) - Judge Mathis (Syndikation) - The People’s Court (Syndikation) | - Valerie's Home Cooking (Food Network) - Barefoot Contessa: Cook Like a Pro (Food Network) - Cook's Country (PBS) - Eat. Race. Win. (Prime Video) - Giada Entertains (Food Network) - Lidia's Kitchen (PBS) |
| Spielshow (Outstanding Game Show) | |
| - Family Feud (Syndikation) - Are You Smarter Than a 5th Grader (Nickelodeon) - Jeopardy! (Syndikation) - Let's Make a Deal (CBS) - The Price Is Right (CBS)                            | |

## Schauspiel
| Hauptdarsteller in einer Dramaserie (Outstanding Lead Performance in a Drama Series) | Hauptdarsteller in einer Dramaserie (Outstanding Lead Performance in a Drama Series) |
| Hauptdarsteller | Hauptdarstellerin |
| --- | --- |
| - Maurice Bernard als Sonny Corinthos in General Hospital - Peter Bergman als Jack Abbott in Schatten der Leidenschaft - Tyler Christopher als Stefan DiMera in Zeit der Sehnsucht - Billy Flynn als Chad Di Mera in Zeit der Sehnsucht - Jon Lindstrom als Kevin Collins/Ryan Chamberlain in General Hospital | - Jacqueline MacInnes Wood als Steffy Forrester in Reich und Schön - Marci Miller als Abigail Deveraux in Zeit der Sehnsucht - Heather Tom als Katie Logan in Reich und Schön - Maura West als Ava Jerome in General Hospital - Laura Wright als Carly Corinthos in General Hospital                                                                     |
| Nebendarsteller (Outstanding Supporting Performance in a Drama Series) | |
| Nebendarsteller | Nebendarstellerin |
| - Max Gail als Mike Corbin in General Hospital - Bryton James als Devon Hamilton in Schatten der Leidenschaft - Eric Martsolf als Brady Black in Zeit der Sehnsucht - Greg Rikaart als Leo Stark in Zeit der Sehnsucht - Dominic Zamprogna als Dante Falconeri in General Hospital                             | - Vernee Watson als Stella Henry in General Hospital - Kassie DePaiva als Eve Donovan in Zeit der Sehnsucht - Linsey Godfrey als Sarah Horton in Zeit der Sehnsucht - Martha Madison als Belle Black in Zeit der Sehnsucht - Beth Maitland als Traci Abbott in Schatten der Leidenschaft - Mishael Morgan als Hilary Curtis in Schatten der Leidenschaft |
| Kinderschauspieler (Outstanding Performance by a Younger Actor in a Drama Series) | Kinderschauspielerin (Outstanding Performance by a Younger Actress in a Drama Series) |
| - Kyler Pettis als Theo Carver in Zeit der Sehnsucht - Lucas Adams als Tripp Dalton in Zeit der Sehnsucht - William Lipton als Cameron Webber in General Hospital - Garren Stitt als Oscar Nero in General Hospital - Zach Tinker als Fenmore Baldwin in Schatten der Leidenschaft                             | - Hayley Erin als Kiki Jerome in General Hospital - Olivia Rose Keegan als Claire Brady in Days of Our Lives - Victoria Konefal als Ciara Brady in Zeit der Sehnsucht - Chloe Lanier als Nelle Benson in General Hospital - Eden McCoy als Josslyn Jacks in General Hospital                                                                             |
| Gastschauspieler (Outstanding Guest Performer in a Drama Series) | |
| - Patricia Bethune als Nurse Mary Pat in General Hospital - Philip Anthony-Rodriguez als Miguel Garcia in Zeit der Sehnsucht - Wayne Brady as Dr. Reese Buckingham in Reich und Schön - Kate Mansi als Abigail Deveraux in Zeit der Sehnsucht - Thaao Penghlis als Andre DiMera in Zeit der Sehnsucht          | |

## Moderation
| Gameshow-Moderation (Outstanding Game Show Host) | Talkshow-Moderator Entertainment (Outstanding Entertainment Talk Show Host) |
| --- | --- |
| - Alex Trebek, Jeopardy! - Wayne Brady, Let’s Make a Deal - Chris Harrison, Who Wants to Be a Millionaire? - Pat Sajak, Wheel of Fortune - John Michael Higgins, America Says                                                                                     | - Kelly Ripa und Ryan Seacrest in Live with Kelly and Ryan - Adrienne Houghton, Loni Love, Jeannie Mai and Tamera Mowry-Housley, The Real - Wendy Williams, The Wendy Williams Show - Whoopi Goldberg, Joy Behar, Sara Haines, Sunny Hostin, Meghan McCain, and Abby Huntsman, The View - Julie Chen, Sara Gilbert, Sharon Osbourne, Eve, Carrie Ann Inaba und Sheryl Underwood, The Talk |
| Talkshow-Moderator (Outstanding Informative Talk Show Host) | |
| - Kathie Lee Gifford und Hoda Kotb, Today Show with Kathie Lee & Hoda - Steve Harvey, Steve (Syndikation) - Dr. Mehmet Oz, The Dr. Oz Show (Syndikation) - Kellie Pickler und Ben Aaron, Pickler & Ben (Syndikation/CMT) - Rachael Ray, Rachael Ray (Syndikation) | |

## Produktion
| Drehbuch (Outstanding Writing Team)                                                   | Regie für eine Dramaserie (Outstanding Drama Series Directing Team)                   |
| ------------------------------------------------------------------------------------- | ------------------------------------------------------------------------------------- |
| - Schatten der Leidenschaft - General Hospital - Reich und Schön - Zeit der Sehnsucht | - Schatten der Leidenschaft - General Hospital - Reich und Schön - Zeit der Sehnsucht |

## Lifetime Achievement Awards
- Judge Judy Sheindlin, Judge Judy
- Jacques Pépin